# Bracon caudatus
Bracon caudatus är en stekelart som beskrevs av Julius Theodor Christian Ratzeburg 1848. Bracon caudatus ingår i släktet Bracon och familjen bracksteklar. Inga underarter finns listade.